# قصف حركي
القصف الحركي أو الضربة المدارية الحركية هو مفهوم نشأ خلال الحرب الباردةوهو الفعل الافتراضي المتمثل في مهاجمة سطح كوكبي بقذيفة حركية خاملة من المدار (القصف المداري)، حيث تأتي القوة التدميرية من الطاقة الحركية للقذيفة التي تصطدم بسرعات عالية جدًا. .
تتضمن الصور النموذجية لهذا التكتيك قمرًا صناعيًا يحتوي على مخزن من قضبان التنغستن ونظام دفع اتجاهي. عندما يتم الأمر بتوجيه ضربة، تقوم مركبة الإطلاق بكبح  أحد القضبان خارج مدارها إلى مسار شبه مداري يتقاطع مع الهدف. يتم تصميم القضبان عادة لتقليل مقاومة الهواء وبالتالي زيادة السرعة عند الاصطدام.
يتمتع القصف الحركي بميزة القدرة على إطلاق المقذوفات من زاوية عالية جدًا وبسرعة عالية جدًا، مما يجعل الدفاع ضدها صعبًا للغاية، أيضًا فإن المقذوفات لن تتطلب رؤوسًا حربية متفجرة، — أبسط — سوف تتكون بالكامل من قضبان معدنية صلبة، مما أدى إلى ظهور اللقب الشائع " قضبان من الله ". وتشمل العيوب الصعوبات الفنية المتمثلة في ضمان الدقة والتكاليف المرتفعة لوضع الذخيرة في المدار.

## مفاهيم ونظريات الحياة الواقعية

### الأسلاف والمفاهيم المبكرة
خلال الحربين الكورية والفيتنامية ، كان هناك استخدام محدود لقنبلة الكلب الكسول، وهي قذيفة حركية على شكل قنبلة تقليدية ولكن فقط حوالي1 3⁄4 بوصة (44 مـم) طويلة و1⁄2 بوصة (13 مـم) في القطر،حيث يتم طي قطعة من الصفائح المعدنية لصنع الزعانف ولحامها في الجزء الخلفي من القذيفة، ويتم إلقاؤها من الطائرات على قوات العدو وكان لها نفس تأثير مدفع رشاش يتم إطلاقه عموديًا. </link>  </link> تم استخدام القذائف المسمارية المماثلة منذ الحرب العالمية الأولى.
تم تصور نظام سرب حركي آخر كجزء محتمل من مبادرة الدفاع الاستراتيجي في ثمانينيات القرن العشرين، والذي أطلق عليه اسم الحصى الذكية.
كان مشروع ثور فكرة لنظام أسلحة يطلق مقذوفات حركية بحجم عمود الهاتف مصنوعة من التنغستن من مدار الأرض لإلحاق الضرر بالأهداف على الأرض. ابتكر جيري بورنيل هذا المفهوم أثناء عمله في أبحاث العمليات في شركة بوينج في الخمسينيات من القرن العشرين قبل أن يصبح كاتبًا للخيال العلمي.

### اقتراح القوات الجوية الأمريكية 2003
كان النظام الموصوف في تقرير القوات الجوية الأمريكية لعام 2003 والذي يسمى حزم قضبان السرعة الفائقة عبارة عن حزمة قضبان 20-قدم-طول (6.1 م) ، 1-قدم-قطر (0.30 م) من التنغستن التي يتم التحكم فيها عن طريق الأقمار الصناعية والتي تتمتع بقدرة تأثير عالمية، مع سرعات تأثير تصل إلى 10 ماخ. 
من الطبيعي أن تحتوي القنبلة على طاقة حركية كبيرة لأنها تتحرك بسرعات مدارية ، حوالي 8 كيلومتر في الثانية (26,000 قدم/ث؛ ماخ 24) ساعة) في المدار و 3 كيلومتر في الثانية (9,800 قدم/ث؛ ماخ 8.8) عند الاصطدام. عندما يعود القضيب إلى الغلاف الجوي للأرض، فإنه سيفقد معظم سرعته، ولكن الطاقة المتبقية سوف تسبب أضرارا كبيرة. يُقال إن بعض الأنظمة تتمتع بقوة تعادل قنبلة نووية تكتيكية صغيرة. تم تصور هذه التصاميم على أنها قاذفة قنابل خارقة للتحصينات،  وكما يوحي الاسم، فإن قنبلة "كسر المخابئ" قوية بما يكفي لتدمير مخبأ نووي. مع وجود ما بين 6 إلى 8 أقمار صناعية في مدار معين، يمكن ضرب الهدف خلال 12 إلى 15 دقيقة من أي وقت محدد، وهو أقل من نصف الوقت الذي يستغرقه صاروخ باليستي عابر للقارات ومن دون تحذير الإطلاق. يمكن أيضًا تجهيز مثل هذا النظام بأجهزة استشعار للكشف عن التهديدات القادمة من نوع الصواريخ المضادة للصواريخ الباليستية وتدابير وقائية خفيفة نسبيًا لاستخدامها ضدها (على سبيل المثال الصواريخ القادرة على الضرب والقتل أو الليزر الكيميائي من فئة ميغاواط). إن الوقت بين الخروج من المدار والاصطدام لن يكون سوى بضع دقائق، وبناءً على المدارات والمواقع في المدارات، سيكون للنظام نطاق عالمي، ولن تكون هناك حاجة لنشر الصواريخ أو الطائرات أو المركبات الأخرى.
وفي حالة النظام المذكور في تقرير القوات الجوية لعام 2003 أعلاه، فإن مساحة 6.1 by 0.3 متر (20 قدم × 1 قدم) أسطوانة التنغستن تصطدم ماخ 10 (11,160 قدم/ث؛ 3,403 م/ث) لديها طاقة حركية تعادل ما يقرب من 11.5 طن من تي أن تي (48 جـجول). كتلة هذه الأسطوانة بحد ذاتها تزيد عن 9 طن صغير (8.2 t) وبالتالي فإن التطبيقات العملية لمثل هذا النظام تقتصر على تلك المواقف حيث توفر خصائصه الأخرى ميزة واضحة وحاسمة - قنبلة/رأس حربي تقليدي ذو وزن مماثل لقضيب التنغستن، يتم إطلاقه بوسائل تقليدية، يوفر قدرة تدميرية مماثلة وهو أكثر عملية وفعالية من حيث التكلفة. </link>
يهدف الشكل المستطيل للغاية والكتلة العالية للقذائف إلى تعزيز الكثافة المقطعية (وبالتالي تقليل فقدان الطاقة الحركية بسبب احتكاك الهواء) وتعظيم اختراق الأهداف الصلبة أو المدفونة، ومن المتوقع أن يكون الجهاز الأكبر فعالاً للغاية في اختراق المخابئ المدفونة على عمق كبير وأهداف القيادة والسيطرة الأخرى.
سيكون من الصعب جدًا الدفاع ضد هذا السلاح، حيث يتمتع بسرعة إغلاق عالية جدًا ومقطع راداري صغير، ومن الصعب اكتشاف الإطلاق، كما يحدث أي توقيع إطلاق بالأشعة تحت الحمراء في المدار، وليس في موضع ثابت، وتوقيع الإطلاق بالأشعة تحت الحمراء لديه حجم أصغر بكثير مقارنة بإطلاق صاروخ باليستي. سيتعين على النظام أيضًا التعامل مع التسخين الجوي الناتج عن إعادة الدخول، والذي قد يؤدي إلى إذابة المكونات غير التنغستنية للسلاح.
تُستخدم عبارة "قضبان من الله" لوصف نفس المفهوم، وقد أطلق عليها تقرير للقوات الجوية اسم "حزم قضبان السرعة الفائقة".

## في الخيال العلمي
وفي سبعينيات وثمانينيات القرن العشرين، تم صقل هذه الفكرة في روايات الخيال العلمي مثل رواية وطء الأقدام للكاتبين لاري نيفن وجيري بورنيل (وهو نفس بورنيل الذي اقترح لأول مرة فكرة الاستخدام العسكري في سياق غير خيالي)، حيث يستخدم الكائنات الفضائية نظامًا من نوع ثور.أصبحت الإشارات إلى مثل هذه الأسلحة عنصرًا أساسيًا في ألعاب تقمص الأدوار الخيالية العلمية خلال الثمانينيات والتسعينيات مثل ترافيلر و شادورن و هيفي جير (أول هذه الألعاب التي أطلقت على مثل هذه الأسلحة اسم ortillery ، وهي كلمة مركبة من كلمة المدفعية المدارية orbital artillery )، بالإضافة إلى الوسائط المرئية بما في ذلك "سائقي الكتلة" في بابيلون 5 ، وفيلم The Last Starfighter ، وفيلم ستارشيب تروبرز، وهو في حد ذاته مقتبس من رواية هاينلين التي تحمل نفس الاسم. تم ذكر نوع أصغر من "المخل" في كتاب مقلاع داوود لمارك ستيجلر (باين، 1988)، وتدور أحداث القصة في فترة الحرب الباردة، وتستند إلى استخدام أنظمة "ذكية" تعتمد على المعلومات (غير مكلفة نسبيًا) للتغلب على الميزة العددية للعدو، ويتم استخدام نظام القصف الحركي المداري أولاً لتدمير جيوش الدبابات السوفيتية التي غزت أوروبا ثم لتدمير صوامع الصواريخ الباليستية العابرة للقارات السوفيتية قبل توجيه ضربة نووية.
تتميز لعبة هالو بمدفع التسارع المغناطيسي (MAC)، أو مدفع التسارع الشامل، باعتباره نظام الأسلحة الأساسي الذي تستخدمه قيادة الفضاء التابعة للأمم المتحدة (UNSC) على سفنها الحربية ومنصات الدفاع المدارية. تعتبر المدافع ذاتية الدفع كبيرة الحجم بشكل أساسي، وهي قادرة على إطلاق مجموعة متنوعة من أنواع الذخيرة التي تختلف حسب الطراز والتجويف، بدءًا من الرصاصات الحركية شديدة الكثافة إلى الطلقات دون العيار إلى الصواريخ بدون طيار شبه المستقلة. تتميز مدافع التسارع المغناطيسي بشكل كبير في Haloهيلو وورز و هالو وارز 2، وهي قدرة تسمح للاعب باستخدام الدفاع النقطي MAC الخاص بـ UNSC Spirit of Fire لقصف مداري دقيق، مما يسمح للاعب بإلحاق أضرار جسيمة أو تدمير وحدات العدو. ومع ذلك، هناك إصدارات مختلفة من منصات MAC التي يتم تركيبها على السفن والمحطات المختلفة، حيث تكون أقواها قادرة على إطلاق مقذوف يبلغ وزنه 3000 طن بسرعة تتراوح بين 0.4% و25% من سرعة الضوء.

## روابط خارجية
- "Rods from God". The Weekly Standard. مؤرشف من الأصل في 2005-06-09.
- "Rods from God". Popular Science. يونيو 2004. مؤرشف من الأصل في 2015-08-18.
- Richard L. Garwin (14 مايو 2003). "Space Weapons, Not Yet" (PDF).